# Jean-Baptiste-François Pitra
Jean-Baptiste-François Pitra, né à Champforgeuil le 1er août 1812 et mort le 9 février 1889 à Rome, est un cardinal de l'Église catholique romaine et théologien français.

## Biographie
Scolarisé à Cuisery en 1823, il étudie au petit et grand séminaire d'Autun (actuel lycée militaire d'Autun) où il enseigne l'histoire. Il est ordonné prêtre en 1836. Il intègre l'ordre de Saint-Benoît dans l'abbaye Saint-Pierre de Solesmes le 28 septembre 1841. Il fait de nombreux voyages d'études en Belgique, Pays-Bas, Suisse, Angleterre, Allemagne. Il est collaborateur de l'abbé Migne.
En 1859 sur ordre du pape, il part pour la Russie étudier la liturgie et les canons de l'Église orientale. Il est créé cardinal-prêtre le 16 mars 1863 par le pape Pie IX,  puis cardinal-évêque le 12 mai 1879, ensuite nommé bibliothécaire de la bibliothèque du Vatican en 1869. En 1879, il est évêque de Frascati puis archevêque de Porto e Santa Rufina en 1884. Il est le traducteur du Pectorius d'Autun, consistant en sept fragments de marbre comportant une inscription en grec qui furent trouvés en 1839 ; il fit paraître cette traduction en 1852 dans son ouvrage en latin Spicilegium Solesmense.
De par sa culture hellénistique, sa politique épiscopale prône des relations plus étroites avec l'Église d'Orient, il est peu suivi et obtient plus l'écoute de Léon XIII.

## LeSpicilegium Solesmense

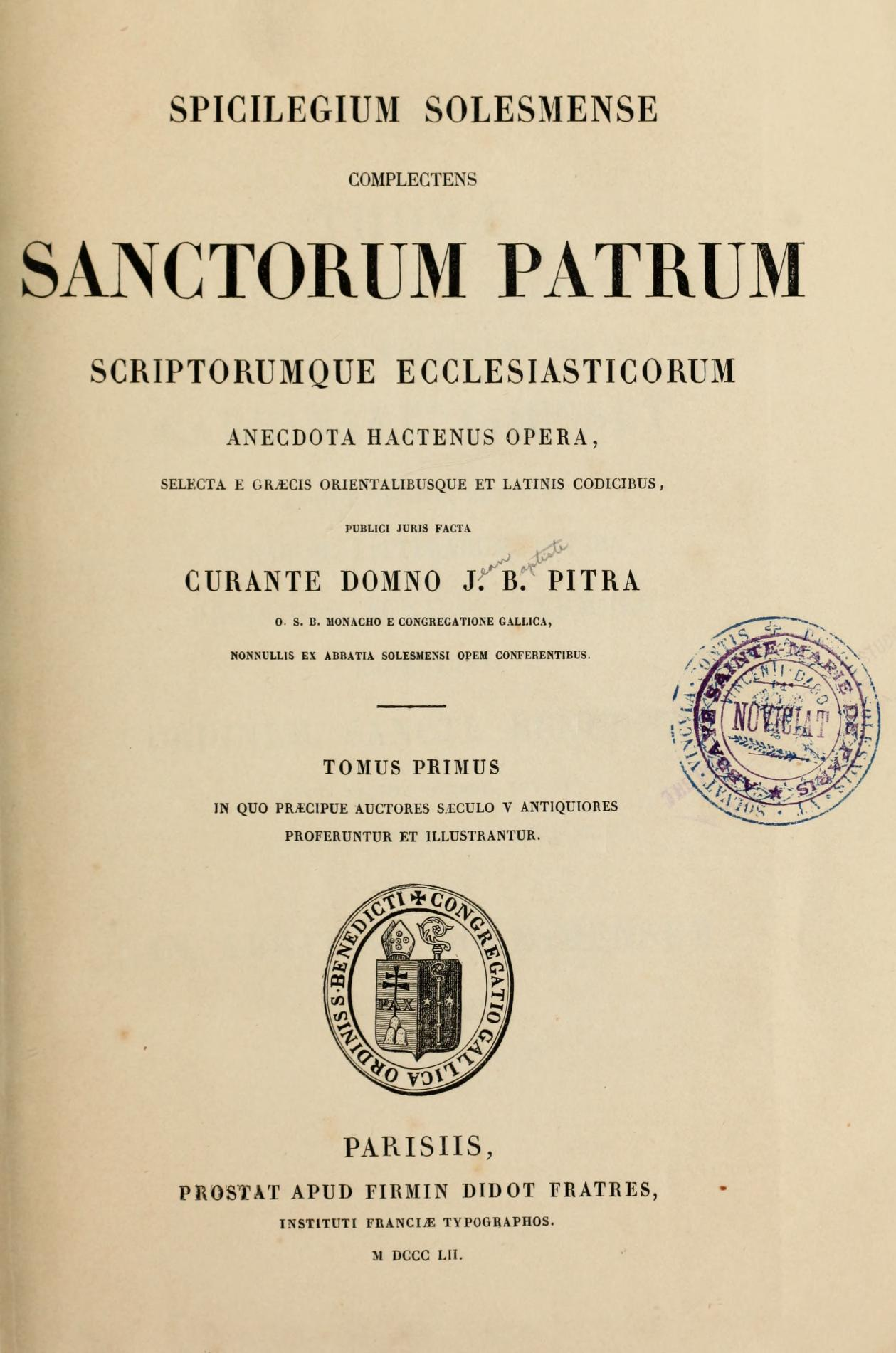
Page de titre du premier volume du Spicilegium Solesmense, 1852

Jean-Baptiste Pitra publie la plupart de ses travaux et découvertes dans de grands recueils inspirés de l'œuvre de Luc d'Achery: le Spicilegium Solesmense ("Spicilège de Solesmes"). Il ne cessa d'y ajouter des volumes, sous des titres légèrement différents mais qui soulignaient le rapport avec la collection initiale. Le dernier volume parut à titre posthume.
- [1852-1858] Spicilegium Solesmense (4 vol.)
  - (la) Jean-Baptiste Pitra, Spicilegium Solesmense, vol. 1, Paris, Firmin Didot, 1852 (lire en ligne)
  - (la) Jean-Baptiste Pitra, Spicilegium Solesmense, vol. 2, Paris, Firmin Didot, 1855 (lire en ligne)
  - (la) Jean-Baptiste Pitra, Spicilegium Solesmense, vol. 3, Paris, Firmin Didot, 1855 (lire en ligne)
  - (la) Jean-Baptiste Pitra, Spicilegium Solesmense, vol. 4, Paris, Firmin Didot, 1858 (lire en ligne)
- [1876-1883] Analecta sacra Spicilegio Solesmensi parata (4 vol.)
  - (la) Jean-Baptiste Pitra, Analecta Sacra Spicilegio Solesmensi parata, vol. 1, Paris, Jouby et Roger, 1876 (lire en ligne)
  - (la) Jean-Baptiste Pitra, Analecta Sacra Spicilegio Solesmensi parata, vol. 2, 1884 (lire en ligne)
  - (la) Jean-Baptiste Pitra, Analecta Sacra Spicilegio Solesmensi parata, vol. 3, Venise, Jouby et Roger, 1883 (lire en ligne)
  - (la) Jean-Baptiste Pitra, Analecta Sacra Spicilegio Solesmensi parata, vol. 4, Paris, 1883 (lire en ligne)
- [1882] (la) Jean-Baptiste Pitra, Analecta sanctae Hildegardis opera Spicilegio Solesmensi parata, Montecassino, 1882 (lire en ligne)
- [1885-1888] Analecta novissima Spicilegii Solesmensis altera continuatio (2 vol.)
  - (la) Jean-Baptiste Pitra, Analecta novissima Spicilegii Solesmensis altera continuatio, vol. 1, Paris, Roger et Chernowitz, 1885 (lire en ligne)
  - (la) Jean-Baptiste Pitra, Analecta novissima Spicilegii Solesmensis altera continuatio, vol. 2, 1888 (lire en ligne)
- [1888-1891] Analecta sacra et classica Spicilegio Solesmensi parata (2 vol.)
  - (la) Jean-Baptiste Pitra, Analecta sacra et classica Spicilegio Solesmensi parata, vol. 1, Paris et Rome, 1888 (lire en ligne)
  - (la) Jean-Baptiste Pitra, Analecta sacra et classica Spicilegio Solesmensi parata, vol. 2, Paris et Rome, 1891 (lire en ligne)

## Autres œuvres
- [1846] Histoire de saint Léger et de l'Église des Francs au VIIe siècle, impr. E.-J. Bailly, 573 p. (lire en ligne).
- [1850] La Hollande catholique.
- [1864-1868] (la) Iuris ecclesiastici Graecorum historia et monumenta (2 vol.)

## Source
- Traduction des pages italienne et anglaise de Wikipédia et Autun par Denis Grivot, 1967, p312.